# Peltina fuliginosa
Peltina fuliginosa är en tvåvingeart som beskrevs av Lindner 1964. Peltina fuliginosa ingår i släktet Peltina och familjen vapenflugor. Inga underarter finns listade i Catalogue of Life.